# Шипанска Лука
Шипанска Лука је насељено место у саставу града Дубровника, на острву Шипану, Дубровачко-неретванска жупанија, Република Хрватска.

## Историја
До територијалне реорганизације у Хрватској налазила се у саставу старе општине Дубровник. Острво Шипан сво у зеленилу чине насеља Суђурађ и Шипанска лука.
То је родно место познатог сликара импресионисте Марка Мурата (рођ. 1864), Србина Далматинца који је живео у Београду и Дубровнику. Он се уметнички бавио својим родним местом под старе дане. Познати су његови импресионистички радови: "Црква у Шипанској луци" (1932), "Шипанска лука" (1935), "Мотив са Шипана", "Борови у луци", "Пролеће у Шипану", а "Шипанска увала" из 1937. године се сматра његовим најуспелијим радом.
Добио је 1923. године стари српски орден, који је остао са важењем у новој југословенској држави. Орден Св. Саве V реда учитељ Божа Главић, у основној школи - Лука Шипанска.
Током 1938. године било је грађевинских радова у великом броју далматинских лука (77), па и у Шипанској. Радове је финансирала Дирекција поморског саобраћаја у Сплиту.

## Становништво
На попису становништва 2011. године, Шипанска Лука је имала 212 становника.
| Број становника по пописима | Број становника по пописима | Број становника по пописима | Број становника по пописима | Број становника по пописима | Број становника по пописима | Број становника по пописима | Број становника по пописима | Број становника по пописима | Број становника по пописима | Број становника по пописима | Број становника по пописима | Број становника по пописима | Број становника по пописима | Број становника по пописима | Број становника по пописима |
| --------------------------- | --------------------------- | --------------------------- | --------------------------- | --------------------------- | --------------------------- | --------------------------- | --------------------------- | --------------------------- | --------------------------- | --------------------------- | --------------------------- | --------------------------- | --------------------------- | --------------------------- | --------------------------- |
| 1857                        | 1869                        | 1880                        | 1890                        | 1900                        | 1910                        | 1921                        | 1931                        | 1948                        | 1953                        | 1961                        | 1971                        | 1981                        | 1991                        | 2001                        | 2011                        |
| 830                         | 777                         | 746                         | 695                         | 681                         | 648                         | 555                         | 539                         | 571                         | 603                         | 526                         | 411                         | 297                         | 279                         | 237                         | 212                         |

Напомена: У 1857. и 1869. исказано под именом Лука, а од 1880. до 1931. под именом Шипањска Лука.

### Попис1991.
На попису становништва 1991. године, насељено место Шипанска Лука је имало 279 становника, следећег националног састава:
| Попис 1991.‍  | Попис 1991.‍  | Попис 1991.‍ | Попис 1991.‍ | Попис 1991.‍ |
| ------------ | ------------ | ----------- | ----------- | ----------- |
|              |              |             |             |             |
| Хрвати       | Хрвати       |             | 250         | 89,60%      |
| Југословени  | Југословени  |             | 4           | 1,43%       |
| Мађари       | Мађари       |             | 2           | 0,71%       |
| Немци        | Немци        |             | 2           | 0,71%       |
| Црногорци    | Црногорци    |             | 2           | 0,71%       |
| Македонци    | Македонци    |             | 1           | 0,35%       |
| Словаци      | Словаци      |             | 1           | 0,35%       |
| Словенци     | Словенци     |             | 1           | 0,35%       |
| остали       | остали       |             | 1           | 0,35%       |
| неопредељени | неопредељени |             | 4           | 1,43%       |
| регион. опр. | регион. опр. |             | 1           | 0,35%       |
| непознато    | непознато    |             | 10          | 3,58%       |
| укупно: 279  |              |             |             |             |

## Познати људи
- Андро Мурат, српски католички жупник и сакупљач народних умотворина
- Марко Мурат, српски сликар